# Ерго арена
Ерго арена (пољ. Hala Gdańsk Sopot; Хала Гдањск-Сопот) вишенаменска је затворена арена. Граница између два града Сопота и Гдањска пролази кроз саму средину арене.
Изграда је почепа 2007 и коштала је 346 милиона пољских злота (око 100 милиона долара). Дужина објекта је 214 метара, ширина 180 метара и висина 30,7 метара сала. Капацитет арене за спотска такмичења је 11.409 седећих места, а до 15.000, са стајањем, за концерте. Отворена је 10. августа 2010. утакмицом одбојкашких репрезентација Пољске и Бразила.

## Значајнији догађаји у Ерго арени
- Концерт Лејди Гага (The Monster Ball Tour), 26. новембар 2010.
- Финале Светске лиге у одбојци 2011., 6—10. јул 2011.
- Европско првенство у стоном тенису 2011., 8—11. октобар 2011.
- Концерт Ајрон мејден (Maiden England World Tour), 4. јул 2013.
- Европско првенство у одбојци 2013.20—29 септембар 2013
- Светско првенство у атлетици у дворани 2014., 7—9 март 2014.
- Светско првенство у одбојци 2014. 30. август—21 септембар 2014.
- Европско првенство у рукомету за мушкарце 2016.
- Светско првенство у одбојци за жене 2022.